# Чиаурели, Андро Рамазович
Андро Рамазович Чиаурели (груз. ანდრო ჩიაურელი; 8 ноября 1956, Тбилиси) – советский и грузинский кинодокументалист, режиссёр.

## Биография
Родился в семье известных деятелей кино и театра. Отец – Рамаз Михайлович Чиаурели, кинорежиссер; мать – Галина Ивановна Чиаурели, киновед; дед – Михаил Эдишерович Чиаурели, кинорежиссер, Народный артист СССР;  бабушка – Верико Ивлиановна Анджапаридзе, актриса, Народная артистка СССР.
С 1977 г. на киностудии «Грузия-фильм». В 1979 г. окончил кинофакультет Тбилисского театрального института (мастерская Л.Л. Гогоберидзе). В 1985-86 годах проходил режиссерскую практику на киностудии «Мосфильм» у Георгия Данелия.
С 1986 года работал в основном в документальном кино – на Грузинской студии документальных и научно-популярных фильмов, киностудии «Грузтелефильм», на Первом и Девятом телевизионных каналах Грузии.

## Творчество
В роли режиссера работал над следующими фильмами и постановками:

### Фильмография

#### Документальные фильмы
- 1990 – «Последняя война Грузии»,
- 1990 – «Кинохроника времен демократической республики Грузия»,
- 1991 – «Отражение»,
- 1996 – «Лабиринт»,
- 2001 – «Листки из грузинской истории»,
- 2003 – «Кавказские пленники» (Министерство образования ФРГ внесло фильм в факультативный курс школьной программы),
- 2012 – «Вертикальная свобода»,
- 2015 –  «Чудо царя Мириана»,
- 2018 – «Верико»,
- 2020-2021 – «Нация и пресса» (10 серийный сериал)
- 2022 – «Грузинские модернисты» (4-хсерийный сериал)

#### Художественные фильмы
- 2001 – «Рождественские истории»,
- 2002 – «Беседы с Нино Чавчавадзе»,
- 2007 – «Эти одноразовые вещи».

### Театральные постановки
- 1990 – «Каприччио», (по новелле Герлинда Райнс Хагена),
- 2005 – Любовь от Шекспира (компиляции из пьес Вильяма Шекспира),
- 2010 – «Биография», (театральная постановка с использованием видео материалов).

### Как актёр
- «Оля», (реж. Е. Машкова) Мосфильм, 1982

- «Последняя молитва Назарэ» (реж. Л.Тутберидзе), Грузия-фильм,1988.

## Награды
- Государственная премия Грузинской ССР за создание документального фильма «Рана», 1990